# Joseph Bharat Cornell
Pour les articles homonymes, voir Cornell.
Joseph Bharat Cornell, né le 2 septembre 1950, est un éducateur américain spécialisé dans la nature. Il est l’auteur de plusieurs ouvrages traduits dans de nombreuses langues, consacrés à l’initiation des enfants et des adultes à la nature.
Il a fondé la « Sharing Nature Foundation »  en 1979.

## Ouvrages
Ouvrages traduits en français :
- Les joies de la nature, 1990  (ISBN 2883530262)
- Vivre la nature avec les enfants, 1995  (ISBN 2883530785)